# Yagi Jūkichi

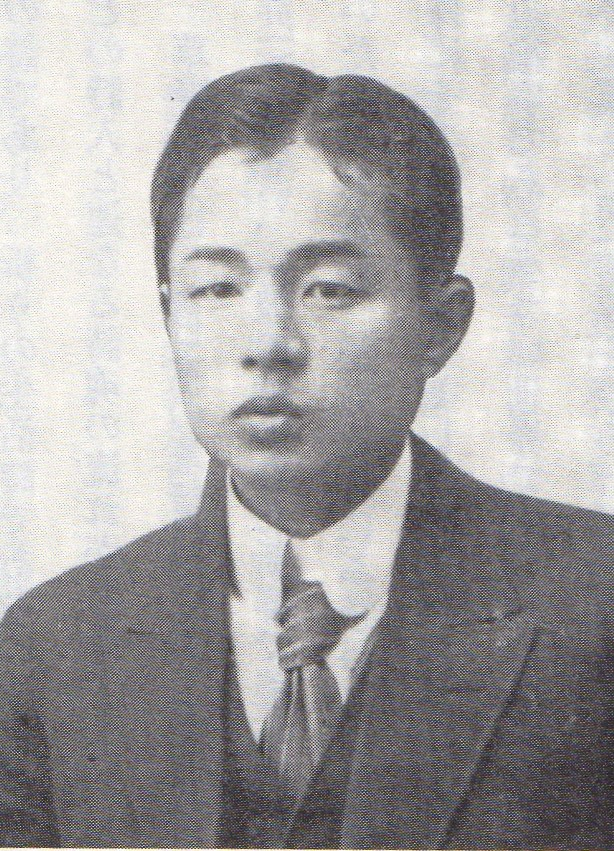
Yagi Jūkichi (1922)

Yagi Jūkichi (japanisch 八木 重吉; * 9. Februar 1898 in Machida, Präfektur Tokio; † 26. Oktober 1927) war ein japanischer Lyriker.

## Werdegang
Während seiner Schulzeit in Kamakura trat Yagi der Methodistischen Kirche bei und lernte die Lyrik von Rabindranath Tagore kennen. 1919 wurde er in der christlichen Komagome-Kirche getauft. Er blieb zeit seines Lebens ein gläubiger Christ, wandte sich aber unter dem Einfluss von Uchimura Kanzō der Mukyōkai-Bewegung zu.
1921 wurde er Lehrer an der Mikage-Schule in der Präfektur Hyōgo. In dieser Zeit entstanden seine ersten religiösen Gedichte. Seine erste Gedichtsammlung Herbst-Augen (秋の瞳, Aki no hitomi) erschien 1925, und er schloss sich der Dichtergruppe Shi no ie um Satō Sōnosuke (1890–1942) an. Einzelne Gedichte erschienen in Zeitschriften wie Nihon Shijin.
1926 erkrankte Yagi an Tuberkulose, der er Ende 1927 erlag. Erst nach seinem Tode wurde er mit dem Erscheinen der Gedichtbände Der arme Fromme (貧しき信徒, mazushiki shinto), Gesammelte Gedichte des Yagi Jūkichi (八木重吉詩集, Yagi Jūkichi shishū) und Gespräch zu Gott (神を呼ぼう, kami o yobō) einer breiteren Öffentlichkeit als Lyriker bekannt.

## Werke
- dt. Aus den Gedichten eines Armen, übersetzt von Kuniyo Takayasu, in: Ruf der Regenpfeifer. Japanische Lyrik aus zwei Jahrtausenden, Bechtle Verlag, München 1961
- dt. „Ball und Blechkreisel“, übersetzt von Shin Aizu, in: Der schwermütige Ladekran, Tschudy, St. Gallen 1960[2]
- dt. „Eine Familie wie ein sanfter runder Ball“, aus dem Japanischen von Siegfried Schaarschmidt, in: Hefte für Ostasiatische Literatur Nr. 17 (November 1994), iudicium Verlag, München, ISBN 3-89129-340-2, S. 48–58